# پی‌یر شارل الکساندر لویی
پی‌یر شارل الکساندر لویی (فرانسوی: Pierre Charles Alexandre Louis‎؛ ۱۴ آوریل ۱۷۸۷ – ۲۲ اوت ۱۸۷۲) یک پزشک و آسیب‌شناس اهل فرانسه بود که بابت کارهایش در زمینهٔ سل، حصبه و سینه‌پهلو شناخته می‌شود.
اما مهمترین مشارکت او در علم پزشکی، ایجاد و بسط یک «روش عددی» در پزشکی بود که اساسِ علمِ همه‌گیرشناسی امروزی و کارآزمایی‌های بالینی معاصر است و راه را برای «پزشکی بر پایه شواهد» هموار نمود.